# Želva hvězdnatá
Želva hvězdnatá (Geochelone elegans) je druh suchozemské želvy obývající Indii na jih a východ od řeky Gangy, Pákistán a Srí Lanku. Žije v suchých lesích a křovinách, aktivní je především v monzunovém období. Živí se trávou, květy a plody, výjimečně požírá také mršiny. Může se dožít 80–120 let.
Samice dosahují délky 20–30 cm a váhy až dva kilogramy, samci měří 14–18 cm a váží 600 až 800 gramů. Karapax je nápadně vyklenutý a má černé nebo čokoládově hnědé základní zbarvení. Je rozdělen na množství kuželovitých štítků, na jejichž vrcholu je žlutá skvrna, ze které se rozbíhá směrem k okrajům štítku osm paprsků. Tato kresba umožňuje želvě snadno splynout se světlými a tmavými plochami na lesní půdě.
Pro svůj atraktivní vzhled je želva hvězdnatá populárním domácím zvířetem, její chov je však náročný a doporučuje se jen zkušeným chovatelům. Druh je zařazen do druhé přílohy Úmluvy o mezinárodním obchodu s ohroženými druhy volně žijících živočichů a rostlin (CITES).

## Chov v zoo
V rámci evropských zoo je chován tento druh přibližně v 45 zoo. Nejvíce jsou přitom zastoupeny v německých zoo. V rámci Česka jej chová z tradičních zoologických zahrad Zoo Praha,  Zoo Ústí nad Labem, Zoo Ostrava a z dalších licencovaných zoo Krokodýlí zoo Praha, Terárium Praha a Zoopark Zájezd. Druh je zařazen do první přílohy Úmluvy o mezinárodním obchodu s ohroženými druhy volně žijících živočichů a rostlin (CITES)

### Chov v Zoo Praha
První želva hvězdnatá se v Zoo Praha objevila již v roce 1936, tedy pět let po otevření zoo. Původní jedinec žil v zoo po dobu dvou let a následovala pauza až do roku 1962, kdy přišli další příslušníci tohoto druhu. Ti v ní žili až do roku 1969. Na počátku 21. století došlo k zabavení želv Inspekcí životního prostředí, a tak se v pražské zoo tento druh znovu objevil v letech 2004–2010/2011. Aktuální pár přišel v roce 2014. Teprve v dubnu 2016 se vylíhla první mláďata tohoto druhu v historii zoo.
Tento druh je k vidění v expozici pouštních druhů plazů pojmenované Kattakum v pavilonu šelem a plazů v dolní části Zoo Praha.